# Ectins
Els ectins (llatí: Ectini) foren un poble celta alpí esmentat per Plini el vell a la transcripció que fa a la Naturalis Historia de les inscripcions del Trofeu dels Alps, un trofeu aixecat per August per commemorar la seva victòria sobre les tribus alpines. A una inscripció a Segusio (Susa) s'esmenta als Egdinii i se suposa que ambdós noms corresponen al mateix poble. Probablement ocupaven la vall del Tinée, entre Barceloneta de Provença i el Var.